# Międzylesie
Międzylesie este un oraș în Polonia.